# Samorody

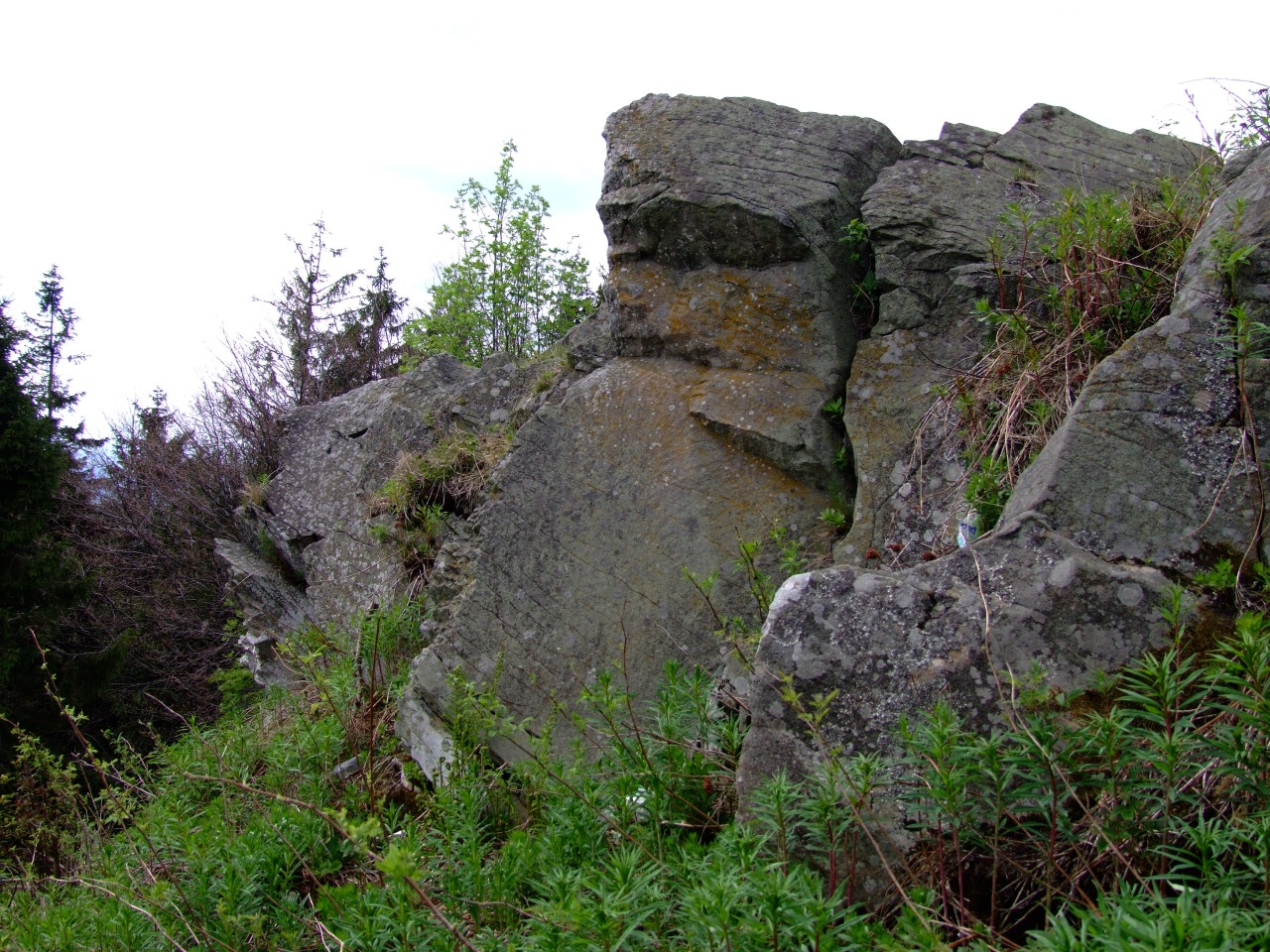
Samorody

Samorody – skały pod szczytem Lubania w Gorcach. Są to zbudowane z piaskowca magurskiego skałki na skalistym cyplu po południowej stronie polany Wierch Lubania. Obok Samorodów widoczne są fundamenty schroniska turystycznego, które działało tutaj od 1934 r. W 1944 zostało spalone przez Niemców, gdyż w czasie wojny ukrywali się w nim partyzanci. W czasie tej akcji Niemcy zabili dwóch partyzantów, upamiętnia to zamontowany w pobliżu metalowy krzyż.
Samorody znajdują się w granicach wsi Krośnica w województwie małopolskim, w powiecie nowotarskim. Jest sołectwem w gminie Krościenko nad Dunajcem.
Szlak turystyczny
 Snozka (parking) – Wdżar – Drzyślawa – Samorody – Wierch Lubania. Odległość 6,1 km, suma podejść 580 m, suma zejść 20 m, czas przejścia 2 godz. 30 min, z powrotem 1 godz. 40 min.